# Teresa Kubiak
Teresa Kubiak, także Teresa Wojtaszek-Kubiak (ur. 26 grudnia 1937 w Ldzaniu koło Pabianic) – polska śpiewaczka (sopran).

## Życiorys
Uczyła się śpiewu u prof. Julii Gorzechowskiej, a następnie w łódzkiej Wyższej Szkole Muzycznej, w klasie prof. Olgi Olginy. W tym czasie została laureatką kilku ogólnopolskich konkursów wokalnych, które pozwoliły jej na udział w konkursach międzynarodowych w: Helsinkach, Tuluzie, Monachium i Moskwie. Debiutowała w 1967 w łódzkim Teatrze Wielkim w roli Micaëli w Carmen G. Bizeta, z tą sceną operową związana była przez kilka lat.
Przełomowym momentem w jej karierze była propozycja, jaką otrzymała od impresaria amerykańskiego – Williama Steina, aby wzięła udział w wykonaniu opery Karla Goldmarka Królowa Saby. Koncert, który odbył się w 1970 w nowojorskiej Carnegie Hall okazał się wielkim sukcesem; została zaproszona na przesłuchanie do Metropolitan Opera, rezultatem czego było zawarcie kontraktu z trzyletnim wyprzedzeniem. Otrzymała też oferty z największych teatrów operowych USA.
Wkrótce wyjechała do Anglii na zaproszenie dyrekcji festiwalu w Glyndebourne, aby zaśpiewać partię Lizy w Damie pikowej P. Czajkowskiego oraz uczestniczyć w prawykonaniu opery F. Cavallego La Calisto – następstwem były trzy sezony występów w Covent Garden Theatre w Londynie.
Dalsze jej podróże to, m.in. występy w Pradze, wiedeńskiej Staatsoper, w Teatro La Fenice w Wenecji, w rzymskiej Teatro Dell'Opera oraz w Madrycie i barcelońskim Gran Teatre del Liceu, w Lizbonie, w Monachium (Staatsoper) i Paryżu (Opéra national de Paris).
Była zapraszana przez sceny operowe USA, m.in. w San Francisco, Chicago, Houston. 18 stycznia 1973 zadebiutowała w Metropolitan Opera w Nowym Jorku, z którą to sceną była związana przez następnych czternaście sezonów.
Występowała również w Kanadzie, m.in. w operze w Vancouver, w Ottawie, w Edmonton i Montrealu. Wielokrotnie brała udział w recitalach i koncertach. W latach 1984–87 brała także udział w trasach koncertowych po krajach Środkowego i Dalekiego Wschodu. W 1988 wystąpiła w Polsce, w łódzkim przedstawieniu opery Tosca G. Pucciniego.
Od 1985 rozpoczęła także działalność pedagogiczną, początkowo w Montclair State College w New Jersey, od 1990 do 2018 na wydziale wokalnym w Indiana University School of Music w Bloomington. Prowadzi także kursy mistrzowskie na terenie USA, Nowej Zelandii i Jordanii.
Jest zapraszana do udziału w pracach jury licznych konkursów wokalnych.
Nagrywała również dla wytwórni: Decca, EMI i Muza.

## Odznaczenia i wyróżnienia
- Nagroda Ministra Kultury i Sztuki II stopnia „za osiągnięcia artystyczne w dziedzinie wokalistyki” (1973)[1]
- Krzyż Kawalerski Orderu Odrodzenia Polski
- Doktor honoris causa Akademii Muzycznej im. Grażyny i Kiejstuta Becewiczów w Łodzi (2005)[2]
- Medal „Fides et Ratio”, nadawany przez Towarzystwo Uniwersyteckie Fides et Ratio w Warszawie (2012)[3]